# Donald E. Russell
Pour les articles homonymes, voir Russell.
Donald E. Russell, né en 1927, est un professeur en paléontologie américain.

## Biographie
On doit à Donald E. Russell la découverte de fossiles très importants[réf. nécessaire] :  
- Pakicetus Gingerich & Russell, 1981
- Pakicetus inachus Gingerich & Russell, 1981

Installé en France depuis 1956, il prend sa retraite en 1992. Entretemps, sa passion pour le style gothique lui fait prendre des cours d'architecture à la Sorbonne. Il construit depuis 2008 à l'aide de son fils Sam un édifice gothique à Saint-Léger-de-Fougeret, dans le Morvan
Il a gagné la médaille Romer-Simpson, un prix important décerné par la Société de paléontologie des vertébrés, en 2005.

## Formation universitaire
- Juin 1949 : obtention du titre de "Bachelor of Sciences” (sciences naturelles) à Oregon State College, Corvallis (Oregon).
- Septembre 1956 : obtention du titre de "Master of Arts” (Paléontologie) à l'Université de Californie, Berkeley (Californie). Directeur de recherche : D.E. Savage. Sujet de thèse : Les Mammifères pliocènes du gisement de Juntura (Oregon).
- Mars 1964 : doctorat d'État ès sciences naturelles de l'Université de Paris (mention très honorable félicitations du Jury). Sujet de la première thèse : Les Mammifères paléocènes d'Europe. Sujet de la deuxième thèse : Le Paléocène continental d'Amérique du Nord.

## Carrière auCNRS
- Octobre 1960 : admis au C.N.R.S. dans le grade d'attaché de recherche. Détaché à l'Institut de paléontologie du Muséum national d'histoire naturelle de Paris. Directeur de recherche : J.P. Lehman. Parrain de recherche : J. Piveteau.
- Avril 1964 : promu chargé de recherche.
- 1966 : affecté au Laboratoire associé 12 du C.N.R.S.
- Janvier 1969 : promu Maître de Recherche.
- Juillet 1979 : maître de recherche 6e échelon, chevron 3.
- Janvier 1984 : titularisé directeur de recherche 2e classe.
- Octobre 1992 : retraite